# 维新运动 (越南)
维新运动（Phong trào Duy Tân），又称越南中部维新运动（Phong trào Duy Tân ở Trung Kỳ），是越南中部的一场改革运动，由潘周楨领导，1906年发起至1908年结束后遭到法国殖民者镇压。
维新运动提倡非暴力，以提高人民知识的方式复国，在经济、教育、文化等各方面改革社会，开展实践活动如发展经济，建立商业；开设现代学校，教授国语、科学和外语，并以民主政治为目标。
广义而言，越南维新运动产生于20世纪初，由潘佩珠、潘周桢提倡，而不仅仅是潘周桢的越南中部维新运动。

## 简介
在勤王运动和文紳運動失败后，反对法国殖民者在越南的斗争继续，但朝着新的方向发展。其中，沿着革新的道路，突出的是由潘佩珠的维新会发起的东游运动（1905-1909）和潘周楨在越南中部发起的维新运动。
潘佩珠为救国提倡效法日本模式建军。因此，他于1904年创立了维新会，旨在建立一个独立的越南。社团运作期间，1905年他发起东游运动。
与此同时，在吸收革新思想后，潘周楨辞去官僚职务（1904年）。之后，他偷偷到广东会见潘佩珠，交换意见，然后去日本，会见这里的包括梁启超在内的许多政治家，考虑如何实现国家复兴。他对潘佩珠派遣青年到日本学习和散发教育宣传品表示欢迎，但反对他维持君主制的主张和武装暴力的方式。在他看来，救国必须走民主和社会改革的道路，通过提高人民的智力和公民权利，然后他们才能计划其他事情。
维新运动又名光明公社（Hội ngoài ánh sáng），因其公开活动，主张民主，提倡“靠法国人自强”（dựa vào Pháp để giàu mạnh）。潘佩珠创立的维新会又被称为黑暗公社（Hội trong bóng tối），因其秘密活动，主张君主专制路线。
然而，这两种思潮并存，并非绝对对立，而是交织在一起，为彼此的发展创造条件，大多数儒家知识分子都支持这两种运动。

## 内容
其后，以“修身养性”（tự lực khai hóa）的座右铭和民权意识形态，潘周楨等走遍广南省及邻近省份，从事维新运动。运动的口号是：“开民智，撼民气，过民生”（Khai dân trí, chấn dân khí, hậu dân sinh）。
教育上开民智：就是摒弃引文和篇章的学习方式，开办学校教授越南文字，实用科学知识，破除风俗奢习……
政治上撼民气：让人们唤醒自力更生的精神，明白自己的权利，敢于声讨官吏的压迫剥削和富人的腐败……
经济上过民生：鼓励人们学习专业、开垦和园艺，建立行业协会，生产国内商品……

## 评价
有学者认为，王阳明提出知行合一的主张是为了针对朱子知先行后之说与脱离实践的倾向，后来启发东亚各国开了一条维新道路。到20世纪初，随着东亚各国维新运动的爆发，越南的爱国志士跟中国、朝鲜的各个革命者一样强力地接受来自日本带有实践性及革命性的近代阳明学，在越南展开了维新运动。